# Guangfa Securities Headquarters
Guangfa Securities Headquarters (en chino simplificado, 广发证券总部; en chino tradicional, 廣發證券總部), también conocida como GF Securities Tower, es un rascacielos de 308 metros de altura y 58 plantas situado en Cantón, Provincia de Cantón, China. Su construcción empezó en 2013 y se completó en 2018.